# Dalbraminol
Dalbraminol je beta blokator.